# Gbenga Arokoyo
 Gbenga Arokoyo (Kabba, 1 november 1992) is een Nigeriaans voetballer. De centrale verdediger speelt sinds 2021 voor Umeå FC.

## Carrière
Arokoyo doorliep de jeugdopleiding van de Kwara Football Academy, waarna hij in 2010 aansloot bij de selectie van Kwara United. Daar maakte hij indruk en werd hij geselecteerd voor het Nigeriaans voetbalelftal voor spelers onder 20 jaar. Begin 2012 werd hij gescout door Mjällby AIF, waarna hij in februari van dat jaar de overstap naar Zweden maakte. In april 2013 werd een Allsvenskan-wedstrijd tussen Mjällby en Djurgårdens IF gestaakt, nadat een supporter van Djurgården een peer naar Arokoyo gooide.
Na zijn periode bij Mjällby maakte Arokoyo de overstap naar Gaziantepspor. Hier verbleef hij twee seizoenen. Op 2 augustus 2016 maakte Portland Timbers bekend dat het de Nigeriaan had gecontracteerd. Verder dan één optreden kwam Arokoyo echter niet voor Portland. Dit kwam mede door een ernstige blessure aan zijn achillespees. Hierdoor miste de verdediger vrijwel het gehele seizoen 2017.
Op 13 december 2017 nam Arokoyo afscheid van Portland Timbers. Hij werd betrokken in een ruildeal met Darlington Nagbe van Atlanta United FC. De Nigeriaan zou echter geen enkele officiële wedstrijd voor Atlanta spelen, daar hij eind januari werd verkocht aan Kalmar FF. Mede door blessures werd de terugkeer van Arokoyo in Zweden geen succes. Na afloop van het seizoen 2020 maakte Kalmar bekend dat het contract van de verdediger niet werd verlengd.
Arokoyo bleef in Zweden en tekende op 15 februari 2021 een tweejarig contract bij Umeå FC.

## Interlandcarrière
Gbenga maakte in mei 2016 zijn debuut voor het nationale elftal van Nigeria tijdens een met 1-0 gewonnen oefeninterland tegen Mali. De verdediger kwam in de 88ste minuut in het veld voor Abdullahi Shehu.